# Giorgio De Giuseppe
Giorgio De Giuseppe (Maglie, 20 marzo 1930) è un avvocato ed ex politico italiano.

## Biografia
Avvocato, docente di istituzioni di Diritto Pubblico all'Università di Lecce, provveditore agli studi di Lecce.
Dal 28 maggio 2010 è difensore civico della Provincia di Lecce, dove è stato eletto all'unanimità dei voti di centrodestra e centrosinistra.
È presidente dell'Associazione per gli scambi culturali ed economici tra l'Italia e la Repubblica di Corea.

### Carriera politica
De Giuseppe ha ricoperto numerosi incarichi nella sua lunga militanza politica:
- delegato provinciale e regionale del Movimento giovanile della Democrazia Cristiana;
- segretario provinciale della D.C. dal 1968 alla candidatura al Senato nel 1972;
- senatore della Repubblica, eletto nel collegio di Galatina-Gallipoli ininterrottamente per sei legislature, dal 1972 al 1994. Quando scomparve la Democrazia Cristiana si ritirò volontariamente dalla politica attiva rinunziando alla riconferma della candidatura;
- presidente del gruppo parlamentare dei senatori della D.C. dal 1980 al 1983;
- vicepresidente vicario del Senato per tre legislature dal 1983 al 1994;
- presidente della Commissione parlamentare d'inchiesta sulla dignità e la condizione sociale dell'anziano, istituita dal Senato nel 1989. La relazione conclusiva venne votata all'unanimità;
- per contrastare il correntismo all'interno del partito, propose dal 1983 l'incompatibilità per i Democratici Cristiani tra mandato parlamentare ed incarico di governo: la proposta trovò attuazione soltanto nel 1992 con il governo Amato I e, nel 1993, con il governo Ciampi, troppo tardi per contrastare la crisi del partito.

#### Candidatura al Quirinale
Nel 1992 al primo scrutinio per l'elezione del presidente della Repubblica ottenne 296 voti, non sufficienti per farlo eleggere.

## Opere
- Una vita non basta. Ricordi politici dell'Italia Repubblicana 1953-1994, Congedo, Galatina, 2008. ISBN 9788880868231[2]